# Acarape
Acarape este un oraș în statul Ceará (CE) din Brazilia.